# Кондратський Леонід Степанович
Леоні́д Степа́нович Кондра́тський (13 травня 1935 , Кременчук, Харківська область, Українська СРР, СРСР  — 30 квітня 2023 , Черкаси ) — український архітектор. Лауреат Шевченківської премії 1987 року — разом з О. М. Дубовим, М. Я. Собчуком, О. П. Стеценко, С. М. Фурсенком — за обласний історико-краєзнавчий музей у Черкасах; 1989 — Державної премії СРСР.

## Життєпис
Народився 13 травня 1935 року в місті Кременчук, тепер Полтавська область, Україна. 1963 року закінчив Київський інженерно-будівельний інститут — по класу Олексія Тація. З того часу працював в інституті «Черкасиоблпроект». З 1967 року — архітектор Черкаських художньо-виробничих майстерень Художнього фонду України.
З 2006 року — головний архітектор в приватному підприємстві «Творча майстерня „Архітектура“».
Серед його робіт у співавторстві — в Черкасах:
- 1964 — Черкаське медичне училище,
- 1969 — ресторан «Славутич»,
- 1980 — палац культури «Дружба народів»,
- 1986 — Черкаський обласний краєзнавчий музей,
- 2005 — реконструкція Черкаської обласної філармонії, в Черкаській області:
- 1973 — центр села Матусів Шполянського району,
- 1975 — пам'ятник загиблим у Другій світовій війні у Жашкові,
- 1993 — пам'ятник Максиму Залізняку в селі Медведівці Чигиринського району,
- 1995—1996 — проект Музею народно-декоративного мистецтва в Каневі,
- 2007 — музей Героя України Кузьми Дерев'янка у селі Косенівка Уманського району,
- 2008 — музей народного вчителя України Олександра Захаренка у селі Сахнівка Корсунь-Шевченківського району.

Член Національної спілки архітекторів України, 2008 — член-кореспондент Української академії архітектури.
Пішов з життя 30 квітня 2023 року в місті Черкаси, Україна.
1 липня 2024 року до Дня архітектури України на честь Леоніда Кондратського на фасаді Черкаської обласної філармонії встановлена меморіальна дошка.

## Галерея
Деякі роботи Л. С. Кондратського

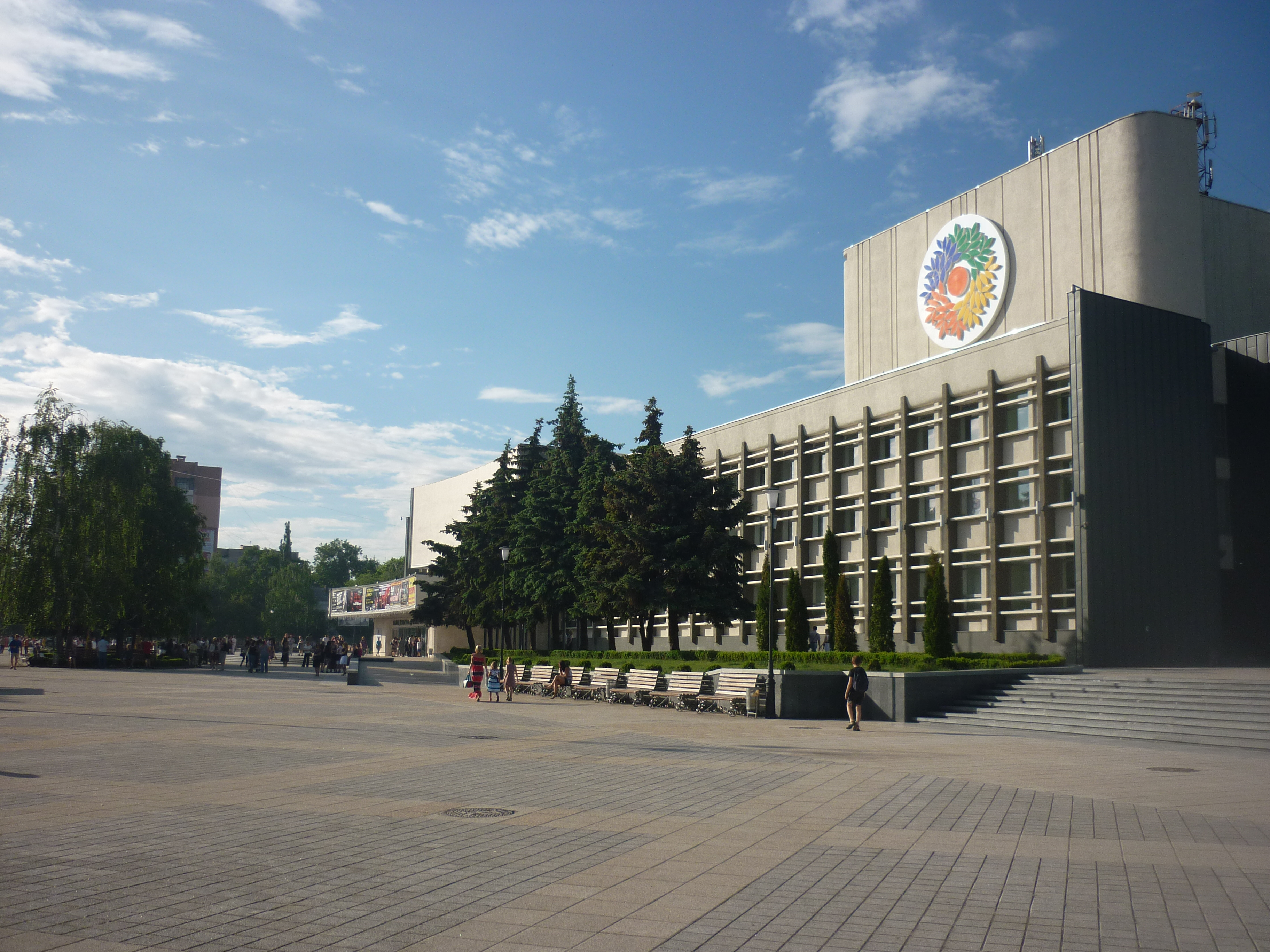
Палац культури Дружба народів
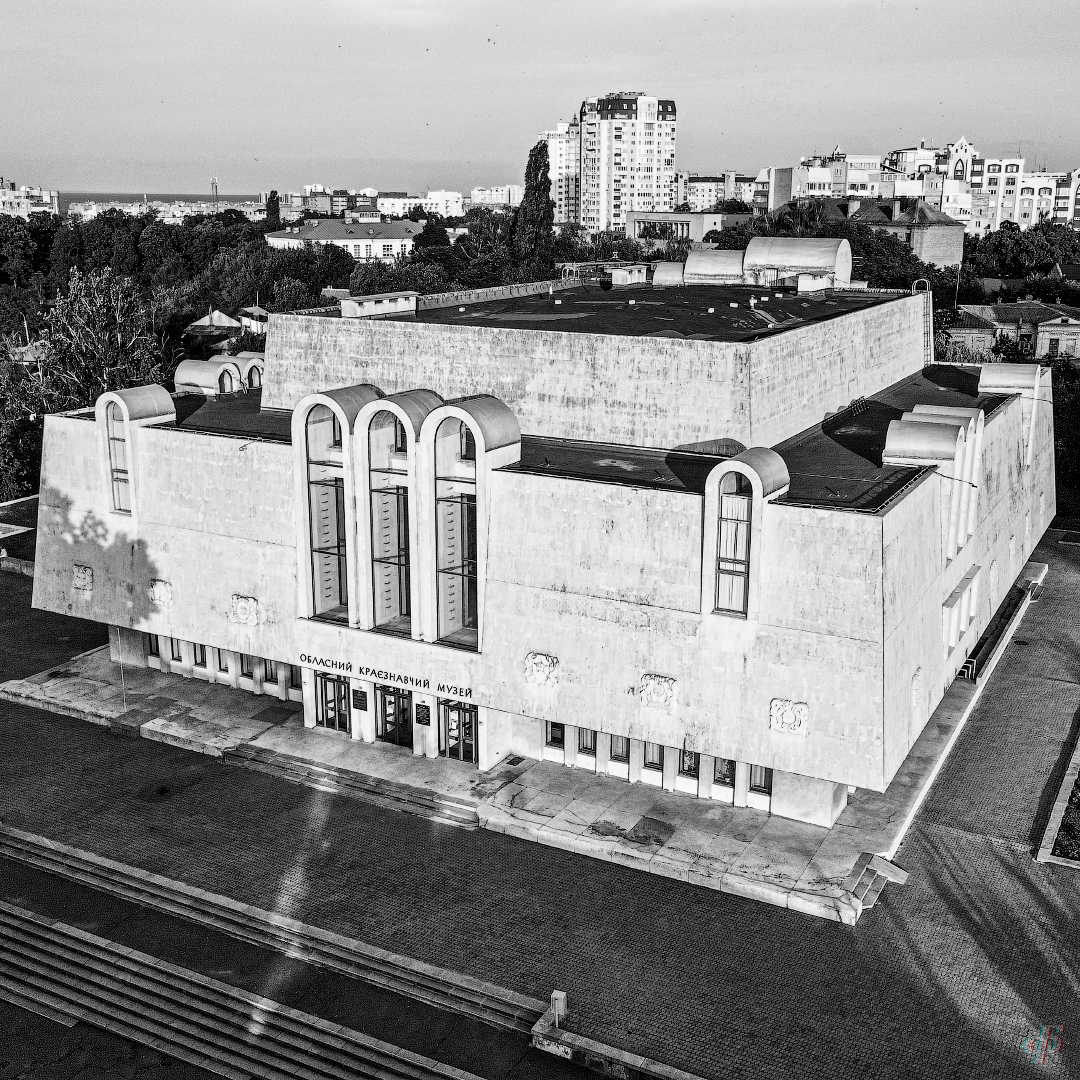
Черкаський обласний краєзнавчий музей
пам'ятник Максиму Залізняку в с. Медведівка
Черкаське медичне училище